# 城庄镇
城庄镇，是中华人民共和国山西省吕梁市临县下辖的一个乡镇级行政单位。

## 行政区划
城庄镇下辖以下地区：
城庄村、西会村、太坪村、小马坊村、大有头村、东柏村、明旺塔村、阳宇会村、上城庄村、郑家湾村、赤岩会村、刘家山村、大居村、王家庄村、候家岩村、武家坪村、程家塔村、务周会村、郝家湾村、曹家岭村、石盘头村、松峪村、问家沟村、后南峪村、靳家沟村、杨寨村和前南峪村。